# Peter Gössel
Peter Gössel (* 1956) ist ein deutscher Kunsthistoriker und Autor kunsthistorischer Sachbücher.
Gössel schloss sein Studium als M.A. ab. Ab 1984 war er Wissenschaftlicher Mitarbeiter am Centrum Industriekultur Nürnberg. 1986 machte er sich selbständig und führt in Bremen ein Büro für Museums- und Ausstellungsgestaltung.
Gössel ist zudem für verschiedene Verlage als Herausgeber kunstgeschichtlicher Buchbände tätig. Zu ihnen gehören die im Verlag Taschen erscheinende „Kleine Architekturreihe“ sowie Monografien über Richard Neutra, Julius Shulman und andere.

## Ausstellungsgestaltung
- Ausstellung „Images of a German City. Nuremberg 1835-1985“ (gezeigt in New York/N.Y., Seattle/Washington, Atlanta/Georgia und Glasgow/Scotland), 1986
- Gestaltung der Abteilungen „10 statt 1000 Jahre - Die Zeit des Nationalsozialismus an der Saar 1935 bis 1945“, „Von der Stunde 0 zum Tag X“ und „Als der Krieg über uns gekommen war...“ im Regionalgeschichtlichen Museum Saarbrücken, 1988–1993
- Fabrikmuseum Nordwolle in Delmenhorst, 1996
- Tuchmachermuseum Bramsche bei Osnabrück, 1996
- Einrichtung der kunst- und kulturgeschichtlichen Dauerausstellung in der ehemaligen Nicolai-Schule auf dem Museumsberg in Flensburg, 1997
- Rheinisches Industriemuseum in Oberhausen, Dauerausstellung unter dem Titel „Schwerindustrie“, 1997
- Dauerausstellung im Haupthaus des Bremer Landesmuseums für Kunst und Kulturgeschichte in Bremen, 1998
- Rheinisches Industriemuseum in Solingen, Dauerausstellung in der Gesenkschmiede Hendrichs, 1999
- Ausstellung „Kirche, Kaufmann, Kabeljau“ in Reykjavik, Island, 2000
- Innengestaltung der Pädiatrie und des neuen Bettenhauses, Kreiskrankenhaus Leer, 2001
- Dauerausstellung im Lutherhaus Wittenberg, Stiftung Luthergedenkstätten, 2003
- Planung der neuen Touristik-Zentrale in Leer (realisiert durch den Architekten Gert Ulpts), 2005
- Dauerausstellung im Schiffahrtsmuseum Brake, Neueinrichtung Haus Borgstede & Becker, 2007
- Gestaltung des Eingangsbauwerks und der Innenräume der Ehemaligen Jüdischen Schule Leer, 2013
- Ausstellung über historische Gartenkultur im Schloß Evenburg, Leer, 2014
- Dauerausstellung zur Marinefliegerei im Aeronauticum Nordholz, 2021
- 360°-Multivision mit musealen Einheiten im Fischbahnhof in Bremerhaven, 2023[4]

## Schriften
- Peter Gössel, Gabriele Leuthäuser: Functional Architecture. Funktionale Architektur. Le Style International. The International Style. 1925-1940, Taschen Verlag 1990; ISBN 3-8228-0266-2
- Klaus-Jürgen Sembach, Gabriele Leuthäuser, Peter Gössel: Möbeldesign des 20. Jahrhunderts; Taschen Verlag, 1993; ISBN 3-8228-0097-X
- Peter Gössel, Gabriele Leuthäuser: Villen/Villas in Dresden; Taschen Verlag 1993; ISBN 3-8228-9755-8
- Peter Gössel: Wahrnehmung und Erfahrung im Museum, in: Kolloquium Szenografie in Ausstellungen und Museen: Szenografie in Ausstellungen und Museen, Klartext Verlag, Essen, 2004; ISBN 978-3-89861-084-1
- Peter Gössel, Gabriele Leuthäuser: Architektur des 20. Jahrhunderts; Taschen Verlag, August 2006; ISBN 3-8228-6011-5
- Peter Gössel (Hrsg.): Modern Architecture A - Z; Taschen Verlag, 2007, ISBN 3-8228-0835-0
- Peter Gössel (Hrsg.): Serraino Pierluigi & Julius Shulman: Julius Shulman, Modernism Rediscovered; Taschen Verlag, Köln 2009; ISBN 3-8365-0326-3.
- Rainer Zerbst, Peter Gössel: Gaudí – das vollständige Werk, Köln: Taschen, 2019; ISBN 978-3-8365-6443-4